# Ржевский, Матвей Иванович Дьяк
Матвей Иванович Ржевский по прозвищу Дьяк или Диок (ум. после 1579) — русский военный и государственный деятель, сын боярский, голова стрелецкий (один из первых), голова сотенный, дворянин московский, воевода и наместник во времена правления Ивана IV Васильевича Грозного.
Представитель дворянского рода Ржевских. Младший сын Ивана Ивановича Ржевского. Имел брата голову и воеводу Фёдора Ивановича.
Получил своё прозвище «Дьяк» за то, что для своего времени был искусен в письме.

## Биография
Упомянут стрелецким головою. В 1552 году был в войсках под Казанью, в августе послан со стрельцами четвёртым для прикрытия и постановки тур, выходящие из города войска казанцев разбил и прогнал опять в город. В 1556 году находился на Днепре, прислал оттуда известие Государю о крымском хане. В октябре 1557 года прислал к Государю взятых в плен десять крымцев. В январе 1558 года послан вторым головою с князем Вишневецким на Днепр, на Хортицу. В 1559 году наместник в Чернигове, а оттуда послан четвёртым в Псельск, откуда указано ему идти на судах на Днепр вторым воеводою Передового полка. Участвовал в крымском походе Даниила Адашева. В 1562 году осадный воевода в Чернигове. В 1565 году по соединению воевод второй воевода у пушек в Большом полку. В 1570 году воевода на берегу Оки. В сентябре 1571 года в Коломне, в связи с крымской угрозою, второй воевода при пушках в Большом полку. В ноябре 1574 года воевода и наместник в Ряжске и указано ему сойдясь с украиными воеводами быть третьим воеводою Передового полка, а когда сойдётся с большими воеводами, то быть ему воеводою Сторожевого полка с князем Голицыным. С осени 1575 года воевода в Ряжске, по после быть ему в сходе с украиными воеводами третьим воеводою Передового полка. Участвовал в бою в Перечниковых дубравах с крымцами и ногайцами. В 1576 году наместник в Ряжске. В 1577 году воевода Сторожевого полка на берегу Оки. В 1578 году осадный воевода в Стрелецком городке. В 1579 году пятый воевода в походе к Полоцку, а при штурме города поляками был взят в плен вместе с другими воеводами.
По родословной росписи показан бездетным.

## Первая служба
В «Дворцовой тетради» Матвей Иванович (Дьяк) Ржевский был записан, как сын боярский из Можайска. В 1550 году царь Иван Васильевич Грозный сформировал в Москве постоянное стрелецкое войско, которое первоначально состояло из трёх тысяч человек. Стрельцы были поделены на шесть «статей» (приказов), по пятьсот человек в каждой. Во главе стрелецких «статей» находились головы из детей боярских: Григорий Желобов сын Пушешников, Матвей (Дьяк) Иванов сын Ржевский, Иван Семенов сын Черемесинов, Василий Фуников сын Прончищев, Федор Иванов сын Дурасов и Яков Степанов сын Бундов. Стрельцы составили московский гарнизон.

## Походы на крымские улусы
В 1556 году русское правительство получило сведения о том, то крымский хан Девлет Герай планирует совершить нападение на Тулу или Козельск. Весной того же года царь Иван Грозный решил предупредить нападение противника и организовал поход на Крымское ханство. По царскому указу наместник М.И. Ржевский был отправлен из Путивля на реку Псёл, где построил суда и с частью казаков спустился по Днепру к порогам, а другую часть казаков оставил на берегах Дона. В днепровских низовьях к нему присоединились триста запорожских казаков под командованием атаманов Млымского и Есковича из Канева. Этими силами он напал на турецкие крепости Ислам-Кермен и Очаков. Вначале русские ратные люди и казаки подплыли к Ислам-Кермену, где их уже ждали крымские татары. Не ввязываясь с ними в бой, они отогнали у неприятеля коней и скот, а потом пошли на Очаков, «и у Ачакова острог взяли и турок и татар побили и языки поимали», после чего на своих судах поплыли обратно. Очаковский санджак-бей «со многими людми» бросился в погоню, но казацкие атаманы устроили засаду в тростнике у Днепра, где перебили из пищалей много турок. Под крепостью Ислам-Кермен русское войско встретило крымского царевича Мехмед Герая с большим татарским войском, который был отправлен против русско-казацкого отряда. Ржевский расположился лагерем на острове против крымского коша и в течение шести дней перестреливался с противником. Ночью русские отогнали у татар лошадей и переправили их к себе на остров, затем переправились на западный берег Днепра, успешно уйдя от татарского преследования. Ржевский отправил донесение к царю, сообщая ему, что хан Девлет Герай, опасавшийся русских, отступил в Крым, где началось моровое поветрие (чума).
Успешный поход на крымские улусы произвёл сильное впечатление на приграничные литовские владения. Староста каневский и черкасский князь Дмитрий Иванович Вишневецкий, руководивший украинскими казаками, отправил в Москву к царю посла с челобитной, прося принять его на службу со всеми запорожскими казаками. Князь Вишневецкий построил на днепровском острове Хортица первую казацкую крепость. Иван Грозный прислал к нему двух детей боярских с «опасною» грамотой и с жалованьем. Осенью 1557 года Ржевский назначен наместником в Чернигов.
В январе 1558 года русское правительство организовало большой поход на Крымское ханство. По царскому указу князь Вишневецкий был отправлен на Днепр, на остров Хортицу. Он получил задачу укрепиться в Запорожье и совершить поход на татарские и турецкие улусы. Под командованием князя Вишневецкого, кроме запорожских казаков, находились командиры Игнатий Ушаков Заболоцкий, Даниил Чулков, Ширяй Кобяков, Матвей Иванович Дьяк Ржевский, Андрей Щепотев и Михаил Павлов с несколькими приказами московских стрельцов и служилыми казаками. Русские и черкасские (запорожские) отряды, уничтожая татарские поселения и отряды, вновь прошли вниз по Днепру вглубь вражеских владений. В мае Вишневецкий с войском подошёл к Перекопу, где простоял ночь, ожидая татар. На следующий день, не встретив крымцев в поле, князь поплыл по Днепру «на Тованьской перевоз» в 25 верстах ниже по течению от Ислам-Кермена, и здесь три дня ждал татар, но и на этот раз «крымцы к нему не бывали и не явливалися». Затем Вишневецкий вернулся на Монастырский остров, превращённый в новую запорожскую крепость. В награду за усердную службу царь прислал князю Вишневецкому и всем младшим воеводам, в том числе и Матвею Дьяку Ржевскому, «золотые».
Летом 1559 года черниговский наместник Матвей Иванович Дьяк Ржевский участвовал в новом походе русского войска под командованием окольничего Даниила Фёдоровича Адашева на Крымское ханство. 8-тысячное русское войско было разделено на три полка (большой, передовой и сторожевой). Ржевский был назначен головой и вторым воеводой передового полка, став товарищем (помощником) первого воеводы Игнатия Ушакова Заболоцкого. Царь приказал главному воеводе Адашеву идти «в судех» «государево дело» «беречь на Днепре и промышляти на крымскыя улусы». Русская рать на речных судах спустилась вниз по Днепру и вышла в Чёрное море. Московские воеводы взяли два турецких корабля. Нападение речной флотилии застало крымского хана врасплох. Русские высадились на западном берегу Крыма, разбили высланные против них татарские отряды и освободили множество русских и литовских пленников. Пленных турок, взятых при нападении на Крым, Адашев отослал к очаковским пашам, велев сказать им, что царь воюет с врагом своим ханом Крыма Девлетом I Гиреем, а не с султаном, с которым хочет быть в дружбе. Затем Адашев с войском на судах вернулся по Днепру на Монастырский остров. Крымский хан Девлет Герай с войском попытался преследовать речную флотилию, но не смог её нагнать и вернулся в Крым.

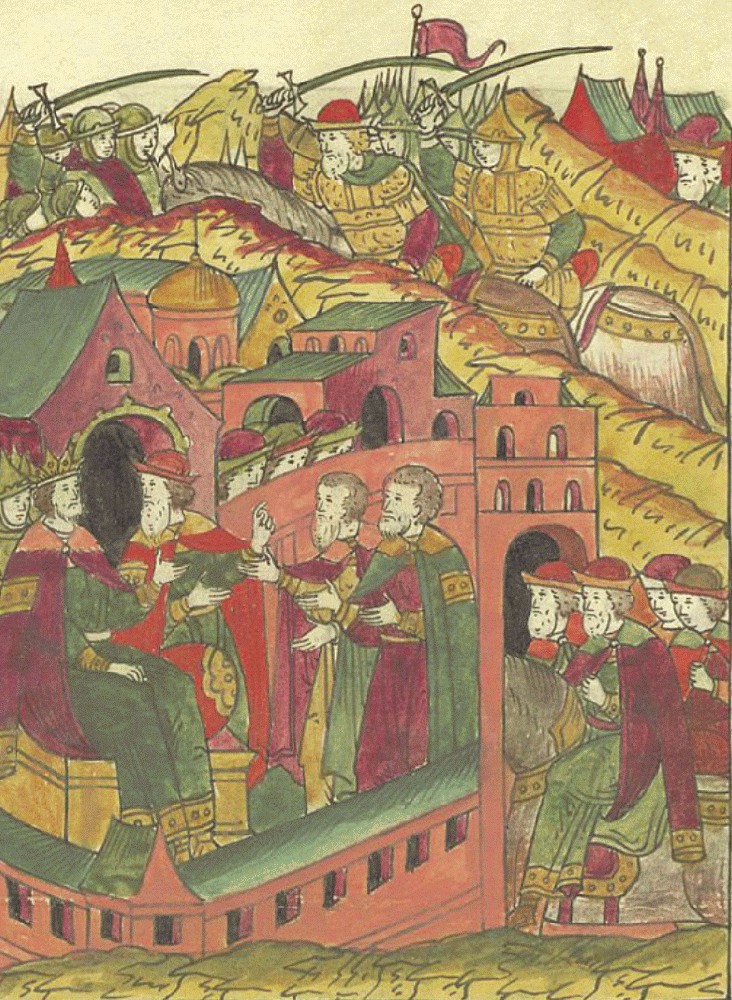
Иван Дмитриевич Дашков и Матвей Иванович Ржевский рассказывают царю о своей поездки в Черкасы

## Поход в Кабарду
В сентябре 1565 года царь Иван Васильевич Грозный поручил воеводе Матвею Ивановичу Дьяку Ржевскому во главе русского вспомогательного корпуса выступить в Кабарду, чтобы оказать помощь верховному князю Темрюку Идаровичу в борьбе с соседними князьями-противниками. Во главе отряда «черкасских казаков и стрельцов» воевода отплыл «в судах» по Волге в Астрахань, но не смог прибыть в Астрахань до начала зимнего ледостава и вынужден был зазимовать «под Девичьими горами на усть-Куньи». Только в конце июня 1566 года он с судовой ратью прибыл в Астрахань, где соединился с посланными «полем» конными детьми боярскими под командованием князя Ивана Дмитриевича Дашкова. В середине августа воеводы с русским корпусом выступили на Северный Кавказ, где поддержали верховного кабардинского князя Темрюка в противостоянии с соседними горскими князьями. Воеводы со своими ратными людьми «черкасские места, Шапшуковы кабаки з братьею, многие воевали и полону и животов имали много». Попытки князя Пшеапшоки, противника Темрюка, отомстить успеха не имели. «Многие собрався», «черкасские князи» «на князя Ивана Дашкова и на Матвея Дьяка с товарищи приходили и дело с ними делали (то есть между горцами и русскими было сражение)…», но были отбиты. Как писал летописец, «государьские люди черкас многих побили, а иных поранили». В конце октября 1566 года Дашков и Ржевский со своим корпусом благополучно вернулись в Москву.

## Пограничная служба
В 1571 году князь Михаил Васильевич Тюфякин и Матвей Иванович Дьяк Ржевский были отправлены осмотреть на месте сторожевые и станичные разъезды в бассейне реки Северный Донец. Изучив старое положение станичной службы, они составили новый устав, несколько изменили распределение сторожей и устроили вновь путивльские и рыльские станицы, разъезды которых должны были ездить в глубь татарских степей.

## Оборона Полоцка
Весной 1578 года Матвей Иванович Дьяк Ржевский назначен одним из воевод в Полоцке и стал товарищем (заместителем) воеводы так называемого «Стрелецкого города» князя Дмитрия Михайловича Щербатова. В августе 1579 года воевода Матвей Иванович участвовал в обороне города от польско-литовской армии Стефана Батория. 30 августа после трехнедельной осады русский гарнизон в Полоцке капитулировал. Среди полоцких воевод, захваченных в польский плен, находился и Матвей Иванович Дьяк Ржевский.
Российские историки Н. М. Карамзин, С. М. Соловьев и Д. М. Багалей приняли прозвище за обозначение служебного его положения. Разбирая отношения царя Ивана Васильевича и князя Андрея Курбского, С. М. Соловьев говорил, между прочим: «Мы видели, что Иоанн, с малолетства озлобленный на вельмож, доверял более дьякам, как людям новым, без старинных преданий и притязаний; при нем дьяки заведовали не только письменными и правительственными делами, но являются даже воеводами, как, например, Выродков и Ржевский».